# Jean Goujon (Bildhauer)

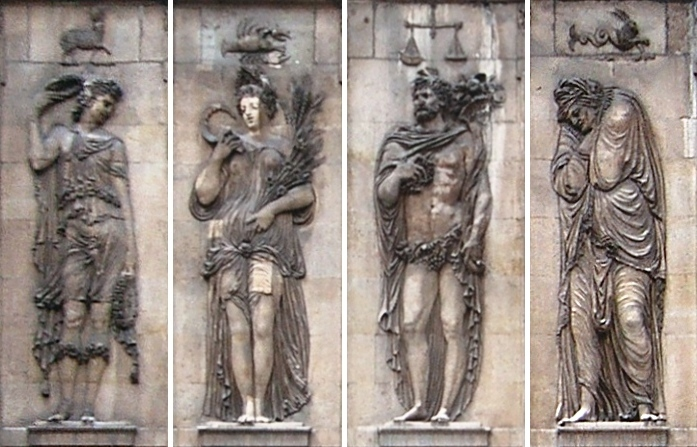
Die vier Jahreszeiten, um 1547, Musée Carnavalet, Paris

Jean Goujon, auch Gougon und Gouyon geschrieben (* vor 1510; † vor dem 9. Dezember 1568 vermutlich in Bologna) war ein französischer Architekt, Bildhauer und Zeichner für Holzschnitt des 16. Jahrhunderts und wurde der „französische Phidias“ genannt.

## Leben
Goujons Name erscheint erstmals 1540/1541, als er an der Kirche St-Maclou und der Kathedrale von Rouen arbeitete. Da er zu dieser Zeit als „Meister“ französisch maistre bezeichnet wurde, muss er bereits ein angesehener Künstler gewesen sein. Für St-Maclou fertigte er zwei glatte korinthischen Marmorsäulen für die Orgeltribüne und für die Kathedrale zumindest den Kopf für das Grabmal des Erzbischofs Georges II. d’Amboise. Zwischen 1543 und 1544 kam er nach Paris, wo er wiederum für die Kirche arbeitete. Hier arbeitete er 1544 gemeinsam mit dem Architekten Pierre Lescot an einem Lettner der Kirche St. Germain-l’Auxerrois. Dieses Werk, dessen Skulpturenschmuck von unterschiedlichen Bildhauern stammte wurde im 18. Jahrhundert abgebaut. Goujon steuerte eine Figur « Notre Dame de Pitié » und « quatre evangelistes en demye-taille », wie eine Urkunde vom 9. Januar 1545 belegt, in der ihm die Restzahlung angewiesen wurde. Die fünf Figuren kamen als Basrelief der „Beweinung Christi“ in den Louvre. Später kamen dort noch weitere 4 Evangelistenreliefs hinzu. Er fügte der Fontaine des Innocents, einer weiteren Gemeinschaftsarbeit mit Lescot, die Quellnymphen hinzu. Anschließend begab er sich in den Dienst des Connétable Anne de Montmorency nach Écouen. Hier stand der Um- und Erweiterungsbau des Schlosses unter der Aufsicht des Architekten Jean II. Bullant. Auch Goujon wurde dort als „Architecte de Monseigneur le Connestable“ bezeichnet. Er fertigte hier mehrere Reliefs, darunter die von zwei Ruhmesgöttinnen auf einer der den Schlosshof und den Park verbindenden Arkade. Er dekorierte den Altar der Schlosskapelle in Écouen, der später in die Kapelle des Schlosses Chantilly kam. Hier führte er die drei Nischenfiguren „Glaube“, „Hoffnung“ und „Liebe“ aus sowie wiederum Reliefs der vier Evangelisten und von der Opferungrung Isaaks sowie einen meditierenden Gott Vater. Nach seinen Werken zu urteilen, scheint er sich in Italien an der römischen Antike gebildet zu haben, da bei den Evangelisten gewisse Anklänge an Michelangelos Deckengemälde in der Sixtina zu erkennen sind. Daneben wirkten Cellini und Primaticcio auf ihn ein, von dem er sich die für feine Figuren charakteristischen überschlanken Verhältnisse aneignete.

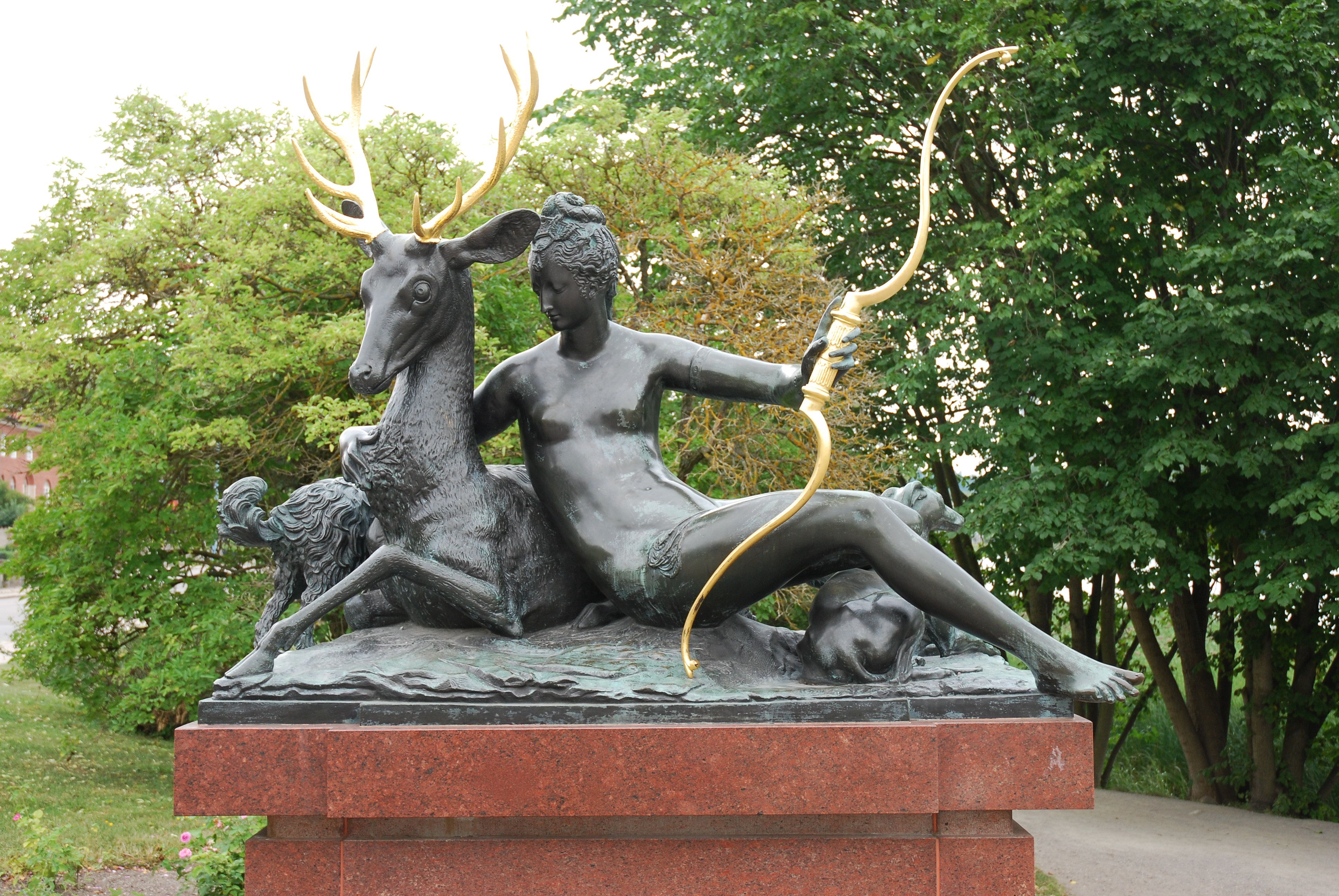
Liegende Diana (Diane appuyée sur un cerf), Nobel Park, Stockholm, Schweden

Hans Vollmer kam zu dem Schluss, dass Goujon etwa bis Anfang 1547 in Écouen gearbeitet habe, da Jean Martin in einer 1547 erschienenen französischen Ausgabe des Vitruv, die an Heinrich II. adressiert war angab, diese sei mit neuen Zeichnungen versehen wurden.

« enrichyé de figures nouuelles concernantes l’art de massonnerie, par maistre Iehan Gocuion n’agueres Architecte de monseigneur le Connestable, et maintenant l’un des vosres »

„angereichert mit Figuren der neuen die Kunst des Mauerwerks, von Meister Iehan Gocuion vormals Architekt von Monsignore lr Connestable, und jetzt einer von Ihnen“

Heinrich II. beschäftigte ihn bei dem Bau des Schlosses Anet, wo er unter anderem für einen Brunnen sein Hauptwerk, die ruhende Marmorfigur der Diana mit einem Hirsch und Hunden ausführte. Diese Marmorgruppe stand früher im Louvre, sie ist aber seit dem Zweiten Weltkrieg verschollen; erhalten sind eine Marmorkopie im Vatikan sowie Abgüsse im Louvre und in Stockholm. Er war hier erneut in Gemeinschaft mit Lescot tätig, der bereits seit 1546 dort als Architekt eingesetzt war. Bis 1562 war Goujon als Architekt und mit dekorativen Arbeiten am Louvre tätig, wo er unter anderem einen Fries ausführte. Am 5. September 1560 soll er mit Lescot einen Vertrag über die Ausführung der 4 Karyatiden für die Musiktribüne des Salle des Caryatides abgeschlossen haben. Darüber welche Aufgaben im beim Schloss Anet übertragen wurden fehlen Dokumente.
Im Jahr 1555 soll Goujon sich in Étampes aufgehalten haben und von der Stadtbehörde aus unbekannter Ursache verhaftet worden sein. Auf Befehl des Pariser Gerichtshofs wurde er am 27. September 1555 gegen Kaution wieder frei gelassen. Eine letzte Zahlung an den Künstler ist auf den 6. September 1562 datiert. Anschließend soll er sich in Bologna aufgehalten haben. Möglicherweise war er zur Ausreise gezwungen, weil er den Hugenotten angehörte und ein bekennender Protestant war. In einem Prozessaktenfund aus Modena wurde entnommen, dass er vor dem 9. Dezember 1568 verstarb.

## Werke (Auswahl)
Goujon war ein Meister des Reliefstils, in seinen Kompositionen anmutig und schwungvoll und in seiner Charakteristik weniger affektiert als seine Zeitgenossen. Stiche seiner Hauptwerke wurden 1844 von Reveil veröffentlicht. Goujon wird auch das Grabmal des Louis de Brézé, des Ehemanns Dianas von Poitiers, in der Kathedrale von Rouen zugeschrieben, wo er in der Zeit von 1541 bis 1542 arbeitete.
- um 1550 die Reliefs an der Fontaine des Innocents in Paris

Im Louvre vorhandene Reliefs
- Nymphe et un petit génie sur un dragon marin H.[4]
- 1544: Grablegung Christi und die vier Evangelisten in der St-Germain-l’Auxerrois
  - Notre-Dame de Pitié ou Déploration du Christ[5]
  - die vier Evangelisten, Johannes,[6] Lucas,[7] Markus,[8] Matthäus[9]

Skulpturen in der Eremitage St. Petersburg
- Venus und Cupido Zwischen 1510 und 1568 Marmor. 51 × 57 cm[10]